# レンボレキサント

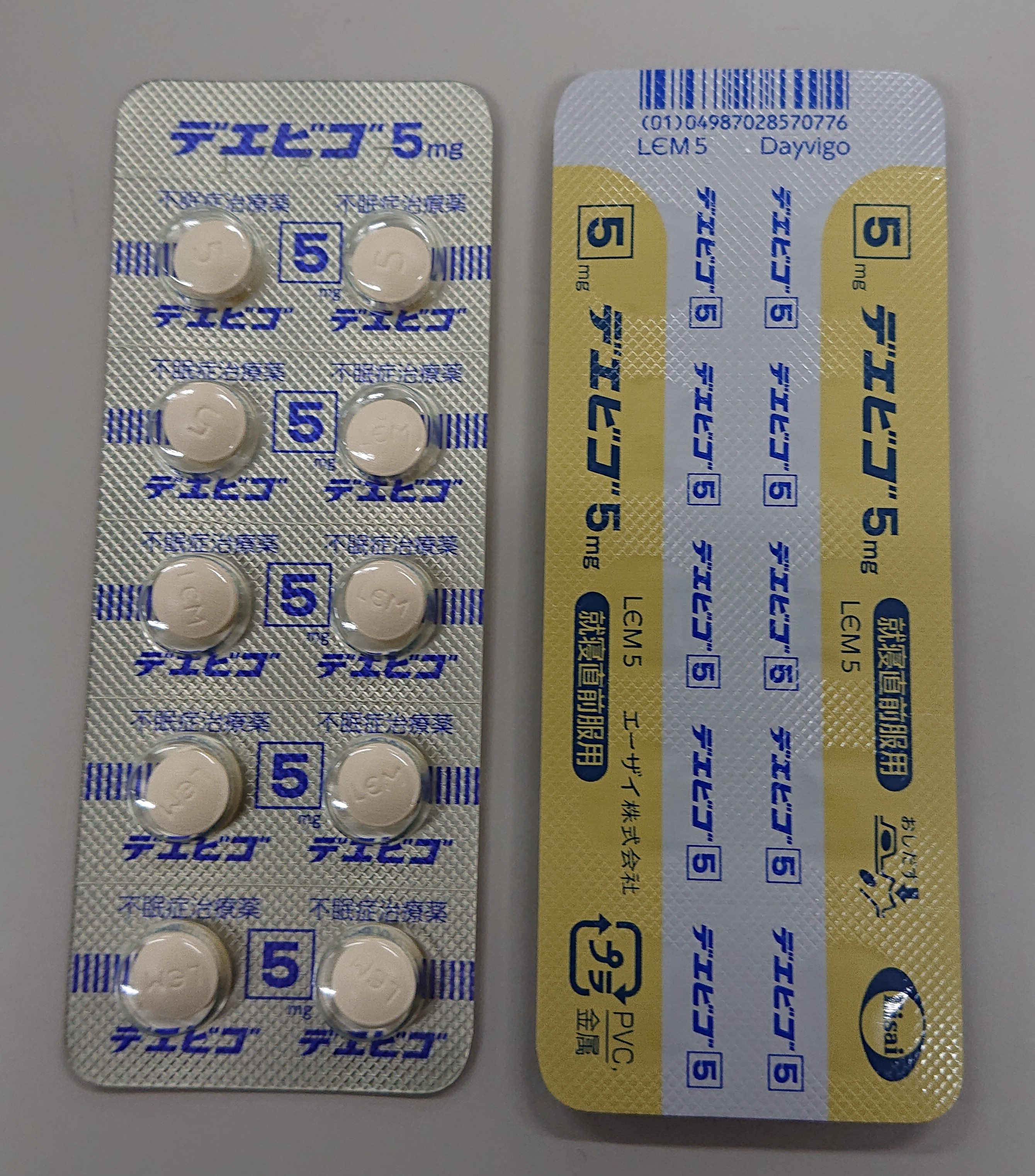
デエビゴのブリスターパック

レンボレキサント（Lemborexant）は、オレキシン受容体拮抗薬で、成人の入眠困難および睡眠維持困難を特徴とする不眠症の治療薬である。レンボレキサントは、2019年12月20日に不眠症の成人による使用がアメリカ合衆国で承認され、2020年1月23日には日本での使用が承認され、エーザイから商品名「デエビゴ」で発売されている。
薬機法や向精神薬に関する条約による向精神薬指定されていないためゾピクロンやフルニトラゼパムのような処方制限が無い。
2021年に販売された新薬かつ特許有効中なので、後発医薬品は存在しない。

## 効能・効果
不眠症

## 副作用
代表的な副作用（以下）
精神障害
- 睡眠時の悪夢（異常な夢）1.8%

神経系の障害
- 日中時の傾眠（倦怠感も）10.7%
- 頭痛 4.2%
- 浮動性めまい、睡眠時麻痺 1~3%

頻度不明の副作用
- レム睡眠行動障害（具体的な症状は、壁を叩く・蹴る、叫ぶ、など）また以下の症状は、悪夢や異常な夢などが原因だという説も。

出典先＝

## 作用機序
レンボレキサントは、オレキシンの受容体OX1RおよびOX2Rの二重拮抗薬である。

## 薬物動態
レンボレキサントの濃度がピークに達するまでの時間は、1 - 3時間である。高脂肪・高カロリーの食事を摂ると、ピークレベルに達する時間が2時間遅れる。試験管内での血漿タンパク質結合率は94％である。レンボレキサントは、主にCYP3A4で代謝されるが、CYP3A5による代謝は少ない。レンボレキサントの排泄半減期は17 - 19時間である。本剤は、糞（57％）および尿（29％）から排泄される。

## 歴史
2016年6月、エーザイは米国、フランス、ドイツ、イタリア、日本、ポーランド、スペイン、英国で第III相臨床試験を開始した。
2019年12月、SUNRISE 1およびSUNRISE 2の第III相臨床試験の結果に基づき、米国で使用が承認された。
2020年1月23日、用量反応試験（外国201試験）、国際共同303試験、外国304試験の結果にもとづき、日本での使用が承認された:1。

## 参考資料
1. 1 2 3 4 5 6 7 8 9 10 11 12 13 14 15  “Dayvigo- lemborexant tablet, film coated”. DailyMed. 2021年6月17日閲覧。
2. 1 2 3  “FDA Approves Dayvigo (lemborexant) for the Treatment of Insomnia in Adult Patients”. Drugs.com (2019年12月23日). 2020年1月10日閲覧。
3. ↑  “Novel Drug Approvals for 2019”. U.S. Food and Drug Administration (FDA) (2020年1月2日). 2020年1月10日閲覧。  この記述には、アメリカ合衆国内でパブリックドメインとなっている記述を含む。
4. ↑  “FDA-Approved Drugs: Lemborexant”. U.S. Food and Drug Administration (FDA). 2020年1月10日閲覧。
5. 1 2 3  “自社創製の新規不眠症治療薬「デエビゴ®」（一般名：レンボレキサント）日本において、不眠症に対する適応で新発売 | ニュースリリース：2020年 | エーザイ株式会社”. www.eisai.co.jp. 2021年8月26日閲覧。
6. ↑  “デエビゴ錠2.5mg／デエビゴ錠5mg／デエビゴ錠10mg 添付文書”. www.info.pmda.go.jp. 2021年8月26日閲覧。
7. ↑  “医療用医薬品：デエビゴ”. 2024年7月24日閲覧。
8. ↑  Christopher, John A (2014). “Small-molecule antagonists of the orexin receptors”. Pharmaceutical Patent Analyst 3 (6):  625–638. doi:10.4155/ppa.14.46. ISSN 2046-8954. PMID 25489915.
9. ↑  Cristoph Boss, Catherine Ross (2015). “Recent Trends in Orexin Research – 2010 to 2015”. Bioorganic & Medicinal Chemistry Letters 25 (15):  2875–2887. doi:10.1016/j.bmcl.2015.05.012. PMID 26045032.
10. ↑  Boss, Christoph (2014). “Orexin receptor antagonists – a patent review (2010 to August 2014)”. Expert Opinion on Therapeutic Patents 24 (12):  1367–1381. doi:10.1517/13543776.2014.978859. ISSN 1354-3776. PMID 25407283.
11. ↑  “Lemborexant”. Specialist Pharmacy Service. 2017年11月7日時点のオリジナルよりアーカイブ。2017年11月5日閲覧。
12. ↑  “Drug Trials Snapshot: Dayvigo”. U.S. Food and Drug Administration (FDA) (2019年12月20日). 2020年1月24日閲覧。  この記述には、アメリカ合衆国内でパブリックドメインとなっている記述を含む。
13. ↑  “デエビゴ錠2.5mg／デエビゴ錠5mg／デエビゴ錠10mg インタビューフォーム”. www.info.pmda.go.jp.   PMDA. 2021年8月26日閲覧。

## 関連文献
- “Insomnia in Elderly Patients: Recommendations for Pharmacological Management”. Drugs Aging 35 (9):  791–817. (September 2018). doi:10.1007/s40266-018-0569-8. PMID 30058034.
- “Lemborexant, A Dual Orexin Receptor Antagonist (DORA) for the Treatment of Insomnia Disorder: Results From a Bayesian, Adaptive, Randomized, Double-Blind, Placebo-Controlled Study”. J Clin Sleep Med 13 (11):  1289–1299. (November 2017). doi:10.5664/jcsm.6800. PMC 5656478. PMID 29065953.
- “Concentration-Response Modeling of ECG Data From Early-Phase Clinical Studies as an Alternative Clinical and Regulatory Approach to Assessing QT Risk - Experience From the Development Program of Lemborexant”. J Clin Pharmacol 57 (1):  96–104. (January 2017). doi:10.1002/jcph.785. PMID 27338807.